# Льон дрібнощитковий
Льон дрібнощитковий (Linum corymbulosum) — вид рослин з родини льонові (Linaceae), поширений на півдні Європи, і в Азії.

## Опис
Однорічна рослина 50–70 см заввишки. Стрижневий корінь блідий, стрункий. Стебла здебільшого тонкі, але не ниткоподібні, б.-м. запушені або голі, гіллясті лише в верхній частині. Листки на всій поверхні шорсткі, чергові, вузько-ланцетні, 10–15 × 1–2 мм, жилкові від основи, край злегка зубчастий, верхівка від загостреної до тупої. Квітки поодинокі або в суцвіттях. Суцвіття нещільне, стисло-волотисте. Чашолистки 4–6 мм завдовжки, поступово загострені, знизу з виступаючою середньою жилкою. Пелюстки 6–8 мм завдовжки, жовті, з більш темними нігтиками. Коробочка гострувата, блідо-жовтувато-коричнева, кулясто-яйцеподібна, 2–3 × приблизно 1.5 мм. Насіння блідо-жовтувато-коричневі, еліптичні, ≈ 1 мм. 2n = 18. 
Цвіте у квітні — серпні.

## Поширення
Поширений на півдні Європи від Іспанії до Криму, і в Азії на схід до Сіньцзяна. Населяє піщані та гравійні заплави, рівнинні ділянки в пустелях або на низьких горах.
В Україні вид зростає в сухих кам'янистих місцях і схилах, особливо поблизу узбережжя моря — у зх. частині ПБК, на схід від Алушти.